# Трисамарийпентаиндий
Трисамарийпентаиндий — бинарное неорганическое соединение
самария и индия
с формулой In5Sm3,
кристаллы.

## Получение
- Сплавление стехиометрических количеств чистых веществ:

{\displaystyle {\mathsf {3Sm+5In\ {\xrightarrow {1110^{o}C}}\ In_{5}Sm_{3}}}}

## Физические свойства
Трисамарийпентаиндий образует кристаллы
ромбической сингонии, пространственная группа C mcm, параметры ячейки a = 1,00137 нм, b = 0,81211 нм, c = 1,03858 нм, Z = 4,
структура типа пентапалладийтриплутония Pu3Pd5
.
Соединение конгруэнтно плавится при температуре 1110 °C .